# سباستین الاباندا
سباستین الاباندا (انگلیسی: Sebastián Alabanda; ۳۱ اکتبر ۱۹۵۰ – ۱۰ ژوئن ۲۰۱۴) بازیکن فوتبال اهل اسپانیا بود.
از باشگاه‌هایی که در آن بازی کرده‌است می‌توان به باشگاه فوتبال رئال بتیس، باشگاه فوتبال رایو وایکانو، و باشگاه فوتبال رئال مورسیا اشاره کرد.
وی همچنین در تیم‌های ملی فوتبال اسپانیا، و اسپانیا، بازی کرده‌است.